# Cesseras
Cesseras es una comuna francesa situada en el departamento de Hérault, en la región de Occitania.

## Demografía
| 560 | 442 | 433 | 388 | 382 | 400 | 405 |
| Para los censos de 1962 a 1999 la población legal corresponde a la población sin duplicidades (Fuente: INSEE [Consultar]) |     |     |     |     |     |     |